# هارشباخ
هارشباخ (به آلمانی: Harschbach) یک شهر در آلمان است که در Neuwied واقع شده‌است. هارشباخ ۴۳۷ نفر جمعیت دارد.